# Agnes Le Louchier

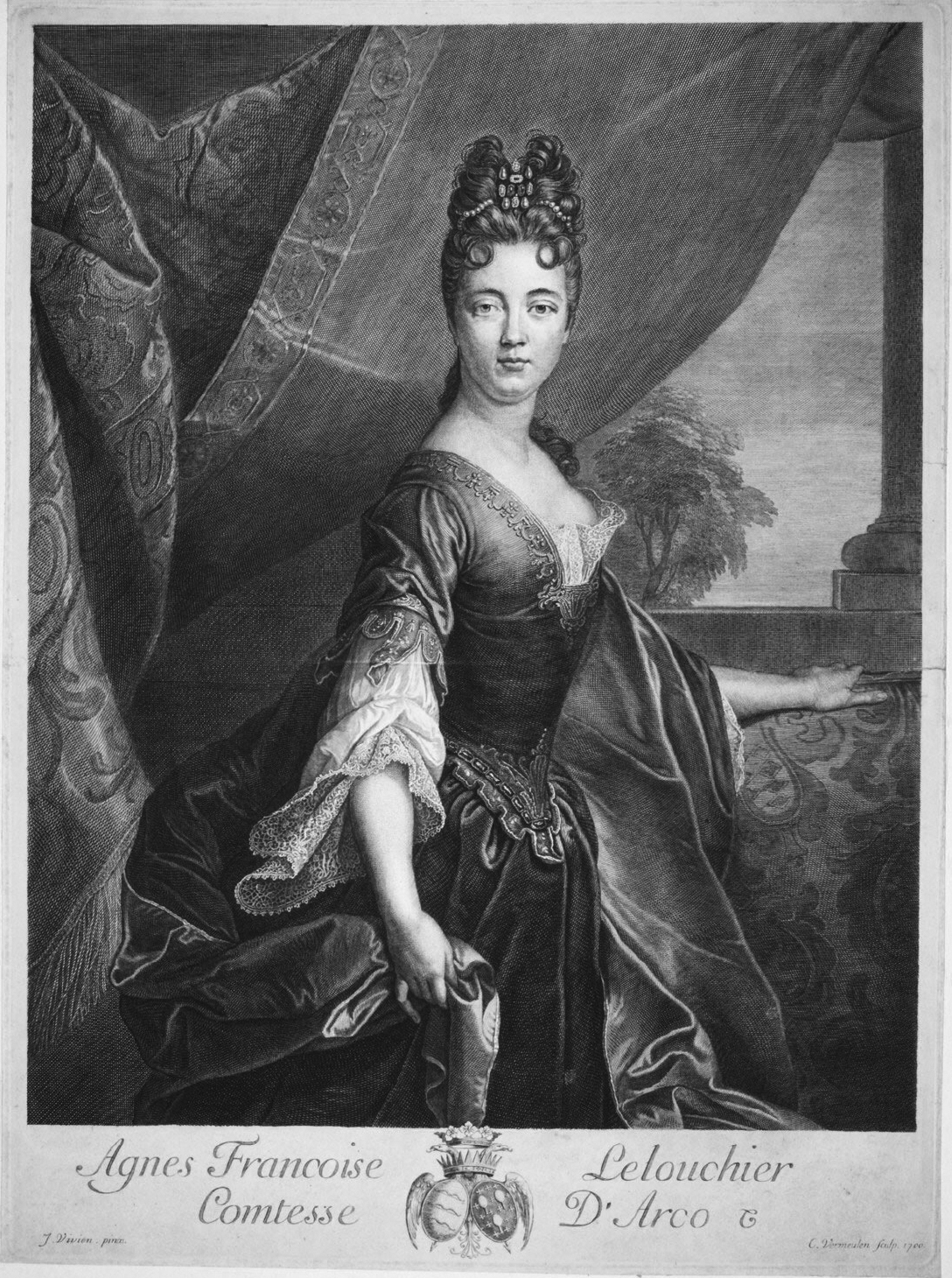
Agnès-Françoise Lelouchier, de Cornelis Martinus Vermeulen, 1700

Agnes-Françoise Le Louchier (1660-1717),  fost metresa Electorului Maximilian al II-lea Emanuel de Bavaria din 1694 până în 1717. De asemenea, ea a fost spioană a Bavariei la curtea franceză.
Agnès-Françoise Lelouchier a fost fiica lui Jean François Le Louchier, Seigneur de Popuelles și a Charlotte d' Aubermont. A fost membră a nobilimii flamande. A devenit metresa lui Maximilian al II-lea Emanuel când el era guvernator al Țărilor de Jos spaniole. Ea l-a însoțit în Bavaria în 1694, când el tocmai urma să se căsătorească pentru a doua oară în timp ce ea era căsătorită cu un ofițer bavarez, contele Ferdinand Graf von Arco. După nuntă, ei s-au întors la Bruxelles.
Ea a avut un fiu cu Maximilian, numit Emanuel-François-Joseph (1695-1747), care mai târziu a fost recunoscut de tatăl său. În 1700 soția lui Maximilian a vrus să se despartă de elector din cauza aventuri sale, însă pînă la urmă acesta a reușit s-o împace. În același an, electorul și soția sa s-au întors în Bavaria. Le Louchier a primit o misiune ca spion de la elector și a fost trimisă la Paris pentru a face uz de conexiuni politice în favoarea intereselor bavareze. Ea a reușit în rolul ei și a fost recompensată cu o pensie pe viață. Ea a trăit cu Maximilian în timpul exilului său din 1704-1715.